# Gespenst

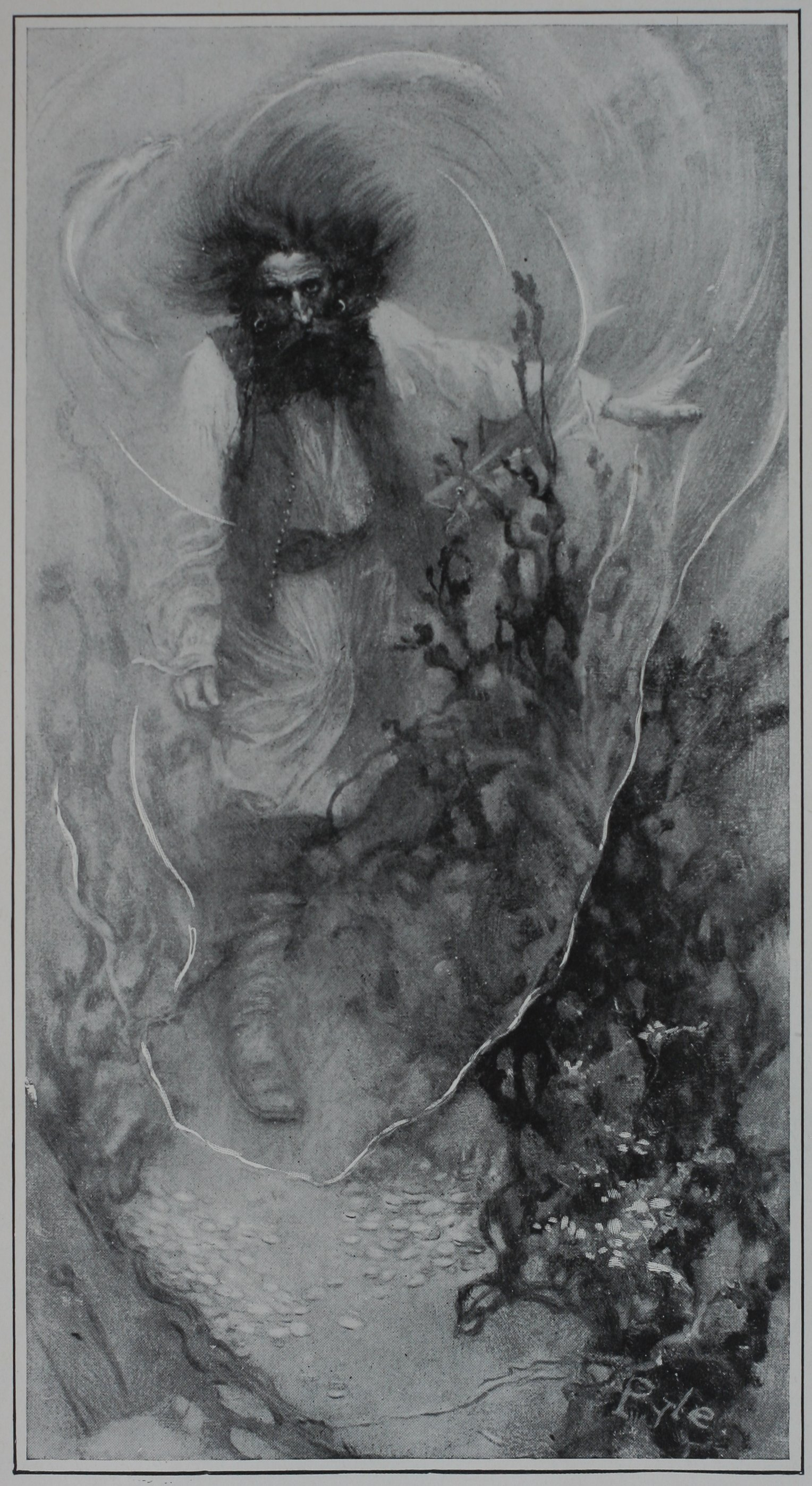
Piratengeist von Howard Pyle.

Als Gespenst bezeichnet der Volksglaube meist ein Geistwesen mit übernatürlichen Fähigkeiten und zugleich mit menschlichen Eigenschaften, das „spukt“ – also den Menschen in irgendeiner Weise „erscheint“. Sein zeitweiliges Erscheinen vollzieht sich häufig in nebelhaft durchsichtiger, angedeutet menschlicher oder nicht menschlicher Gestalt. Gespenster gibt es in der Vorstellungswelt verschiedener Kulturen. Im engeren Sinne des Wortes sind Gespenster nur die Totengeister.
Die Existenz von Gespenstern ist nicht empirisch nachgewiesen.

## Etymologie
Der Begriff Gespenst kommt von ahd. kispanst, Eingebung. Beichtformeln, die von teuflischer Eingebung und Verlockung reden, bereiteten den Bedeutungswandel zu „geisterhaftem, täuschendem Trug“ vor. Erst in den letzten Jahrhunderten wurde der Ausdruck populär. Früher gelegentlich auch als Gespengst geschrieben.

## Einführung
Die Vorstellung der Existenz einer Geisterwelt darf als prähistorisch angesehen werden. Frühe naturreligiöse Deutungsmuster und Mythologien setzen sie voraus. Zu dieser Welt der Naturgeister treten im weiteren Sinn dann auch Vorstellungen von Totengeistern oder anderen Gespenstern hinzu.
Der Gespensterglaube im engeren Sinne ist als Folge einer Unterscheidung der Götter von den Geistern häufig nicht mehr dem Bereich der Religion zuzuordnen. Aus aufklärerischer Sicht handelt es sich, in negativer Wertung, schlicht um Aberglauben.
Die Psychologie erklärt den Glauben an Geister als eine Personifizierung des Todes bzw. der Seele.

## Gespenster im Volksglauben
Der Glaube an Gespenster ist in vielen Kulturen anzutreffen. Bereits die Griechen und Römer kannten die Vorstellung, dass bestimmte Seelen im Hades keine Ruhe finden, sondern um das Grab herum wandern und die Menschen erschrecken (siehe auch Wiedergänger).

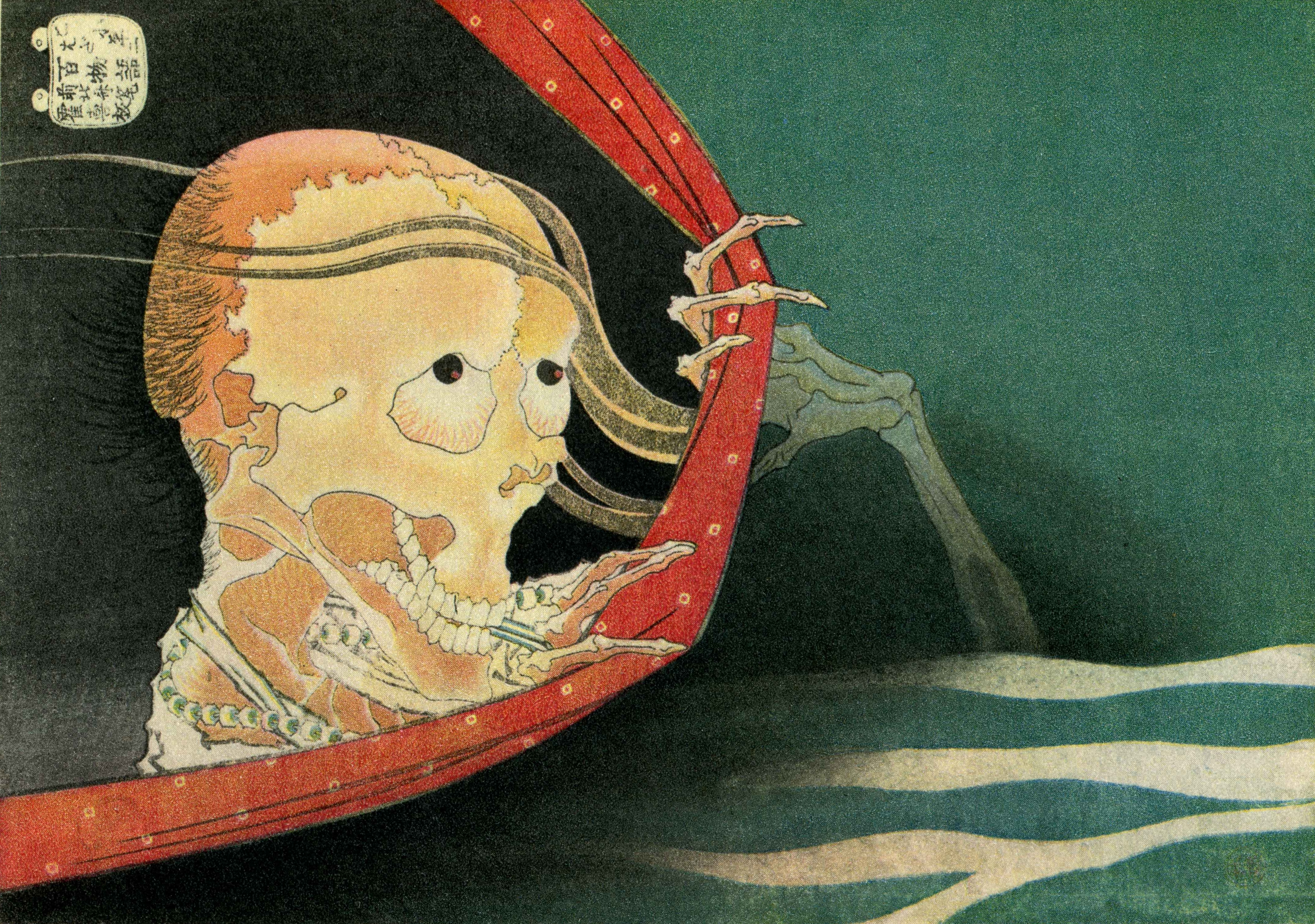
Gespenst eines Ermordeten von Katsushika Hokusai (um 1830)

Noch bis ins 18. Jahrhundert hinein war der Gespensterglaube in Europa außerordentlich lebhaft. Sogar staatliche Behörden haben sich gelegentlich mit dem Thema beschäftigt.
Dabei waren folgende Vorstellungen geläufig:
- Besonders Bösewichte und Selbstmörder sollen nach ihrem Tod als Gespenster umhergehen. Häufig erscheinen die Gespenster in weiße Tücher – in Leichentücher – eingehüllt.
- In einigen Kulturen gab es die Vorstellung, Europäer seien die Geister Verstorbener (siehe dazu auch Gweilo).
- Lokale Gespenstererscheinungen werden häufig durch die Bindung einer „unerlösten“ Seele an einen bestimmten Ort gedeutet, etwa den Schauplatz eines verübten oder erlittenen Verbrechens. Die Aufklärung der Tat kann zur Erlösung des Gespenstes führen.
- Auch eine rituell nicht korrekt vollzogene Bestattung kann zu Erscheinungen eines Totengeistes führen.
- Die Gespenster erscheinen fast stets bei Nacht, vor allem im Winter in der Geisterstunde zwischen Mitternacht und 1:00 Uhr. Häufig kommt es zu Pausen von mehreren Jahren oder Jahrzehnten, wo sie nicht zu sehen sind. Sie können sich an jedem Ort zeigen, in Einöden, menschlichen Behausungen, besonders aber an Kreuzwegen. Ihr Aussehen ist in jedem Fall grauenerregend.
- Zu den angenommenen Fähigkeiten von Gespenstern gehören das schwerelose Schweben und das Durchdringen von Wänden oder Personen. Manche Gespenster können Geräusche erzeugen, sich sprachlich verständigen, sichtbar oder unsichtbar machen oder verschiedene äußere Gestalten annehmen. Ihre Erscheinung löst häufig starke Kälteempfindung (Grabeskälte) aus. Im Ganzen ist die Begegnung mit Gespenstern unheimlich und Angst einflößend.
- Es gibt auch gespensterhafte Tiere, die oft ohne Kopf oder dreibeinig erscheinen.
- Eine Begegnung mit einem Gespenst bringe Krankheit, zumindest aber einen geschwollenen Kopf. Über sie solle man erst nach drei oder neun Tagen sprechen, sonst erleide man Gesundheitsschäden oder sogar den Tod (Volksglauben in Böhmen).
- Gespenster rächen sich an Vorwitzigen. Deshalb soll man sich nicht umschauen, wenn man Gespenster hört. Sie können jedoch durch Lärmen vertrieben werden.[3]

## Moderner Gespensterglaube
Im Zusammenhang mit der Aufklärung verlor der Gespensterglaube im Europa des 18. Jahrhunderts für die Gebildeten langsam an Plausibilität. In der Gegenwart wird er vor allem noch im Spiritismus vertreten. Er geht davon aus, dass die Seelen der Verstorbenen zu Geistern werden, im Jenseits existieren und in der diesseitigen Welt in Erscheinung treten können. Solche Totengeister treten nicht nur zufällig und unvorhersehbar auf, etwa um Menschen zu erschrecken oder ihnen Botschaften zu übermitteln, sie können angeblich auch von so genannten Medien durch Materialisation heraufbeschworen werden und verfügen dann in der Erwartung ihrer Zuhörer über überlegenes Wissen zu vergangenen oder zukünftigen Ereignissen.

### Einteilung
Einteilungen der Gespensterwelt sind fragwürdig, soweit sie sich auf angenommene tatsächliche Phänomene beziehen wollen. So unterscheiden manche zwischen sog. Dämonen, Elementaren, Engeln und Familiaren. Nach George Tyrrell (siehe Abschnitt „Literatur“) und anderen gibt es vier oder fünf Hauptkategorien von Geistern oder Gespenstern:
1. Experimentiergeister, bei denen die Geister lebender Menschen durch geheimnisvolle Kräfte dazu veranlasst werden, anderen an unterschiedlichen Orten zu erscheinen.
2. Krisengeister, die Verwandten erscheinen, wenn deren Angehörigen ein furchtbares Schicksal mit Todesfolge zu ereilen droht.
3. „Post-mortem“-Geister, die erst nach dem Tod eines Menschen in Erscheinung treten, aber dem Verstorbenen so sehr ähneln, dass sie bei der Person, der sie erscheinen, meist einen tiefen Schock auslösen.
4. „Echte“ Geister, die am häufigsten auftauchen und von Menschen gesehen werden, die überhaupt keine Verbindung zu ihnen haben. Sie können Jahrhunderte nach dem Todesfall erscheinen, sind aber im Allgemeinen an eine bestimmte Umgebung, etwa ein altes Spukschloss, gebunden.
5. „Astralgeister“ (Stern- oder Luftgeister), in den altorientalischen Religionen waren sie die Geister der als beseelt gedachten Gestirne. In der Dämonologie des Mittelalters sind Astralgeister sowohl gefallene Engel und auch Seelen von Verstorbenen als auch aus Feuer entstandene Geister, die, zwischen Erde, Himmel und Hölle schwebend, keinem dieser drei Reiche angehören.

## Beispiele für angebliche Spukerscheinungen
Auch in der Moderne wird immer wieder von Spukerscheinungen berichtet. Die folgenden Beispiele aus jüngerer Zeit verdeutlichen jedoch, dass solchen Phänomenen in aller Regel rationale Ursachen zugrunde liegen.
- Im englischen Hampton Court Palace suchte die unglücklich verheiratete Königsgemahlin Catherine Howard Zuflucht bei einem Höfling. König Heinrich VIII. bemerkte den Seitensprung seiner Gattin, ließ sie in den Verliesen des Schlosses einkerkern und 1542 schließlich wegen Ehebruchs hinrichten. Zahlreiche Besucher und das Personal des Schlosses berichteten auch in jüngerer Zeit immer wieder von merkwürdigen Erscheinungen. Diese traten angeblich verstärkt am Eingang zum Gemach des Königs auf, zu dem Catherine Howard kurz vor der Hinrichtung auf der Flucht vor den Palastwachen noch gerannt sein soll, um ihren Gatten um Gnade anzuflehen. Der in Großbritannien als „Geisterskeptiker“ bekannte Psychologe Richard Wiseman startete im Jahr 2000 im Auftrag der Palastverwaltung ein groß angelegtes Experiment, das den Spuk in Hampton Court Palace erklären sollte. Rund 500 Freiwillige zwischen 7 und 82 Jahren wurden einzeln durch die Gänge des Schlosses geschickt, um etwa zehn Minuten lang Eindrücke zu sammeln und eventuell auftretende Phänomene in einem Fragebogen zu beschreiben. Über die Hälfte der Testpersonen machte während des Rundgangs tatsächlich seltsame Erfahrungen. Die Spannweite reichte vom plötzlichen Gefühl einer Präsenz, Beklemmung, Panikattacken und Schüttelfrost bis hin zu der festen Überzeugung, an der Kleidung berührt worden zu sein. Die Wissenschaftler stellten bei ihren Untersuchungen als einen Auslöser starke Temperaturschwankungen fest, die sich aus der Architektur des Gebäudes ergaben: An porösen Stellen im Mauerwerk strömte der Wind von außen hinein, und es kam zur Bildung zahlreicher kleiner Zirkulationen. In anderen Bereichen hingegen stand die Luft scheinbar still, konnte sich damit nicht erwärmen, und schlagartig wurde es kalt. Messungen wiesen außerdem gerade an den besonders „heimgesuchten“ Orten ein geringfügig stärkeres Magnetfeld als im übrigen Schloss nach. Richard Wiseman sah in der Wirkung dieser Effekte auf die Psyche den Schlüssel zu den angeblichen Geistererscheinungen.[4][5]
- In den sagenumwobenen und für ihre Spukphänomene berüchtigten Gewölben von Edinburgh fand im April 2001 eine weitere „Geisterjagd“ unter der Leitung Wisemans statt. Im Rahmen dieses Experiments wurde eine junge Freiwillige für 20 Minuten allein und in absoluter Dunkelheit in eines der Verliese gesperrt. Eine installierte Infrarotkamera zeichnete das Geschehen auf. Nach fünf Minuten glaubte die Testperson Atemgeräusche im Gewölbekeller zu vernehmen, die immer bedrohlicher zu werden schienen. Als die Probandin in eine Ecke des Raumes starrte, sah sie ein rotes Glimmen und ergriff in Panik die Flucht. Der Versuch musste abgebrochen werden. Die Bilder der Kamera zeigten jedoch keinerlei Auffälligkeiten. Nach Meinung der Wissenschaft spielen Magnetismus und Luftbewegungen in solchen Örtlichkeiten nur eine untergeordnete Rolle. Als entscheidende Angstfaktoren werden hier vielmehr die Feuchtigkeit, Kälte und Dunkelheit gesehen, die eine extrem unheimliche Ausstrahlung entstehen lassen. Solch ein beklemmender Eindruck versetzt die Psyche des Menschen in Alarmbereitschaft und ruft leicht Sinnestäuschungen hervor. „Unter bestimmten Umständen können diese Vorstellungen extrem real sein,“ so Richard Wiseman.[6]
- In einem Universitätsgebäude in Coventry glaubte der Ingenieur Vic Tandy, der während der Nacht allein im Labor arbeitete, plötzlich eine Gestalt vorbeihuschen zu sehen. Nachdem das gleiche Phänomen in der folgenden Nacht wieder auftrat, versuchte er den Grund herauszufinden. Schließlich kam der Wissenschaftler der Ursache auf die Spur: ein Ventilator in der Wand sendete unhörbaren Infraschall mit einer Frequenz von 18 Hz aus, der den Augapfel in Schwingungen versetzte und dem Gehirn dadurch falsche Informationen zukommen ließ. Da auch in der Natur Infraschall entsteht, wurde auf diese Weise ein weiterer wissenschaftlicher Erklärungsansatz geliefert, der auch bei vielen anderen Spukfällen greifen könnte.[7][8]
- In der Münchner Residenz gibt es ein jahrhundertealtes paranormales Phänomen. Seit Anfang des 18. Jahrhunderts und letztmals im Jahr 2014 erscheint in unregelmäßigen Abständen die „Schwarze Frau“, die angeblich Todesfälle im Hause der Wittelsbacher angekündigt hatte.[9][10]

## Naturwissenschaftliche Erklärung von Gespenstererscheinungen
Aus medizinisch-neurologischer Sicht werden Gespenster als Halluzinationen oder die Folge falscher Verarbeitung von Sinnesreizen im Gehirn erklärt. So gelang es Schweizer Neurowissenschaftlern der Technischen Hochschule Lausanne im Rahmen eines Dissonanz-Experiments (Olaf Blanke, 2014) eine Gespenst-Erscheinung unter Laborbedingungen gezielt hervorzurufen. Ausgeführte Handbewegungen der Versuchsteilnehmer wurden durch eine Roboterhand zeitlich asynchron auf ihrem Rücken wiederholt. Die resultierende Diskrepanz bei den sensormotorischen Hirnsignalen führte zu einer beeinträchtigten Propriozeption und in der Folge berichteten die Teilnehmer von der Illusion, eine weitere Person im Versuchslabor wahrgenommen zu haben.
Zahlreiche angebliche Gespenstererscheinungen beruhen auf einer Sinnestäuschung. Kaum wahrnehmbare physikalische Effekte haben auf viele Menschen reproduzierbare Wirkungen: Ein plötzlicher Temperaturabfall innerhalb von Gebäuden wird von vielen Menschen wie ein Berührungsreiz wahrgenommen. Ein Beispiel für physikalische Ursachen von Gespenstersichtungen ist das Brockengespenst. Durch geschickte Anordnung eines Magnetfeldes kann man das Gehirn eines Menschen derart täuschen, dass sich Schimären bilden. So bildet sich die Person dann ein, sie sehe einen Geist oder höre ein Atmen. Neuere Forschungen ergaben auch ein Zusammenspiel verschiedener physikalischer Phänomene, etwa der Luftschwingungen tiefer Frequenzen (Wind gegen stärkere Burgmauern) und den Eigenresonanzen des Augapfels (Sehen von weißen Flecken).
Bei vielen angeblichen Geistererscheinungen handelt es sich um absichtliche Betrügereien und Täuschungen. Ein solcher Betrug war der 1982 in einer Neutraublinger Zahnarztpraxis aufgetretene „Chopper“.

## Literarische und filmische Verarbeitung

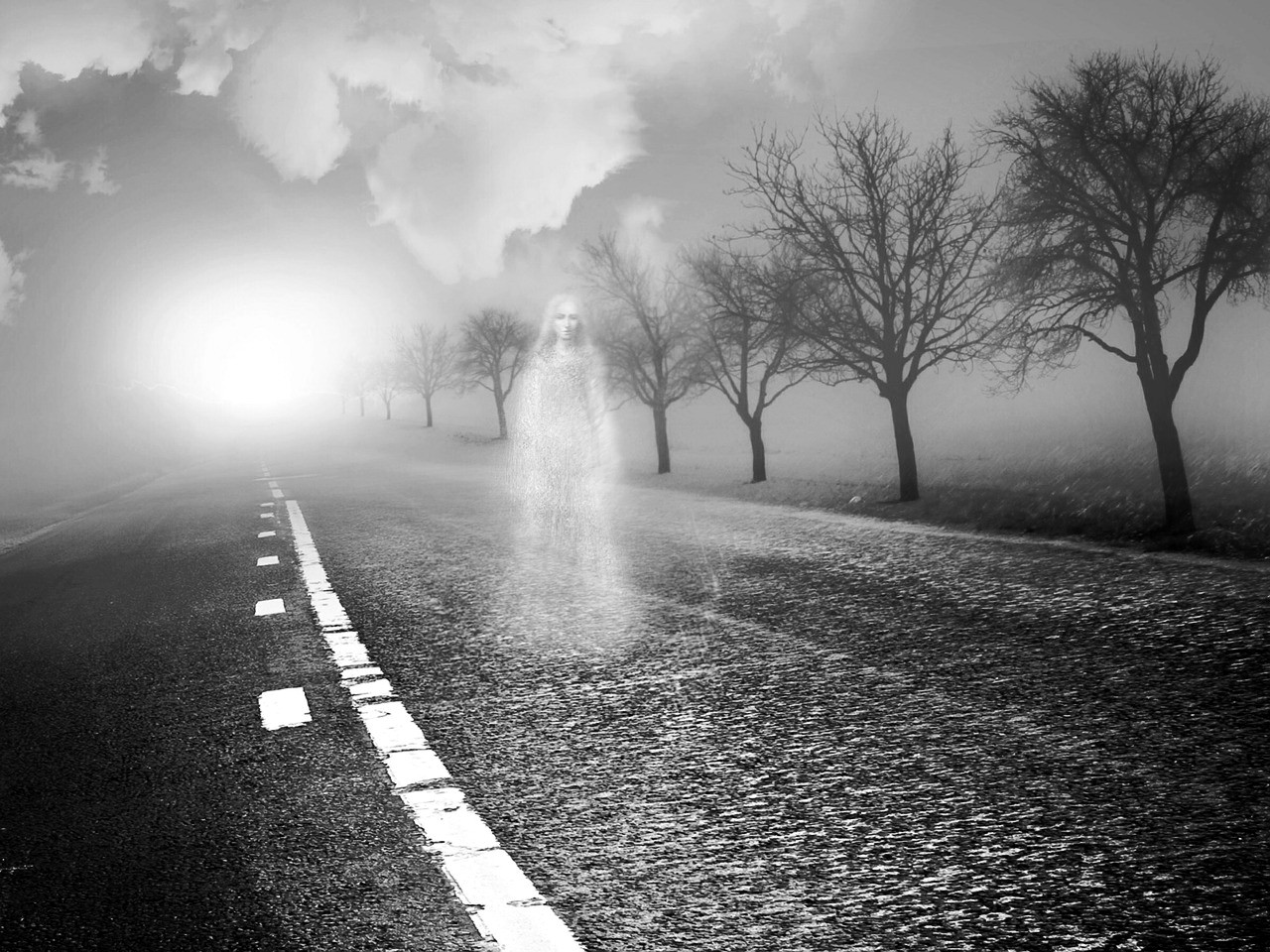
„Der Schein trügt“: Fotomontage einer Gespensterscheinung

Schilderungen von Geistern finden sich zahlreich in Volkssagen, mythologischen Texten oder Märchen, etwa auch den Dschinn aus 1001 Nacht. Ebenso erscheinen sie in der klassischen und romantischen Literatur (Shakespeares Hamlet; Goethes Braut von Korinth) oder in Gespenstergeschichten, Spukromanen und Gespensterkrimis (z. B. Geisterjäger John Sinclair sowie in der Fernsehserie Supernatural, wo die Brüder Sam und Dean Geister und andere Phänomene jagen; teils auch in Christoph Schwarz – Detektiv des Übersinnlichen). Friedrich Schillers Romanfragment Der Geisterseher thematisiert den Betrug durch ein angebliches spiritistisches Medium. Ausgesprochen „geistreich“ greift Heinrich Heine eine „Gespenstererscheinung“ in seiner Erzählung Die Harzreise auf: Der Ich-Erzähler übernachtet bei Vollmond in einem fremden Gasthofzimmer. Er liest eine Gespenstergeschichte. Um Punkt Mitternacht erscheint ihm der Geist des jüngst verstorbenen Saul Ascher und beweist, Immanuel Kant zitierend, dass es keine Gespenster geben könne. Trotzdem verschwindet die Erscheinung erst um Punkt ein Uhr. Die Lehre der Geschichte besteht darin, dass das Wissen um die Nicht-Existenz von Gespenstern deren Wahrnehmung nicht zum Verschwinden bringe, wenn die Furcht größer sei als der Wille zur Vernunft. Satirisch greift Oscar Wildes Das Gespenst von Canterville das Thema auf. Für Kinder erzählt Otfried Preußler vom Kleinen Gespenst. Und auch die Hörspielreihe und der Film Hui Buh das Schlossgespenst von Eberhard Alexander-Burgh handelt von einem Gespenst, das auf einer Burg sein Unwesen treibt. Mit seinem Stück Das ängstliche Gespenst schuf Friedrich Arndt einen Meilenstein des modernen Puppenspiels für Kinder und einen Bestseller als Hörspiel.
Die Filmindustrie findet im Gespensterglauben einen reichen Vorrat an Stoffen, bereichert aber ihrerseits auch die Vorstellungswelt ihrer Konsumenten. Eine humoristische Darstellung des Themas boten die Ghostbusters-Kinofilme, in denen Parawissenschaftler in New York verschiedene Geister mit Protonenstrahlern und Geisterfallen einfingen. Das Gespenst ist der Titel eines 1982 gedrehten, tragikomischen Films von Herbert Achternbusch, bei dem es eine lebensgroße Christusfigur nicht mehr am Kreuz aushält, sondern als lebendig gewordener „Ober“ ins Bett einer Oberin oder als Kellner in eine Klosterschenke zieht, wobei sein Treiben allerhand Ärger mit der Polizei, mit dem Bischof und Münchner Passantinnen hervorruft. Der Film wirft die Frage auf, wie Jesus behandelt würde, wenn er heute in Bayern auftauchte, und rief wegen des Vorwurfs zahlreicher Geschmacklosigkeiten heftige Proteste seitens der deutschen Bischöfe hervor, so dass sich die Staatsanwaltschaft mit ihm beschäftigen musste. Mit Totengeistern bekommt es Bruce Willis’ Schützling in The Sixth Sense zu tun. Einen ebenfalls etwas anderen Ansatz verfolgt der Film The Others, der den klassischen Spuk am Ende auf den Kopf stellt. Nicole Kidman spielt in diesem Film von 2001 die Hauptrolle. Ghost Hunters ist eine Doku-Soap, bei der ein Team von selbsternannten Geisterjägern Orte besuchen, an denen es angeblich spukt. Dort stellen sie Ermittlungen an, um den Spuk zu beweisen (manchmal um zu widerlegen). In der 2008 veröffentlichten Filmkomödie Wen die Geister lieben muss ein von Ricky Gervais gespielter Zahnarzt Geistern bei ihren unerledigten Dingen helfen, damit sie endgültig sterben können.

## Im übertragenen Sinn
Volksglaube, Volksmund und Künste haben sich des „Gespenstes“ immer wieder angenommen. Das vermutlich berühmteste einschlägige Zitat eröffnet das Kommunistische Manifest von Karl Marx und Friedrich Engels: 

„Ein Gespenst geht um in Europa – das Gespenst des Kommunismus.“

Ausschnitt einer Parkettierung mit der sogenannten Spectre-Kachel, welche im Mai 2023 erstmals vorgestellt wurde. Spectre bedeutet im Englischen Gespenst.

In der Geometrie ist das „Gespenst“ eine im Mai 2023 von David Smith und anderen entdeckte Form, die sogenannte „Spectre-Kachel“ (Gespensterkachel), mit deren Kopien man die euklidische Ebene ausschließlich nichtperiodisch parkettieren kann. Es ist eine Lösung für das „Einstein-Problem“ (Wortspiel von „ein Stein“ und „Einstein“)